# .cs
.cs byla internetová národní doména nejvyššího řádu pro Československo.

## Historie
Správa domény .cs byla organizací IANA na konci roku 1990 delegována na pracovníky výpočetního centra VŠCHT, zejména Jiřího Orsága, Pavla Rosendorfa a Jana Gruntoráda.
První doména druhé úrovně pod doménou .cs byla zaregistrována v říjnu 1991. Jednalo se o doménu iac (resp. iac.cs), patřící Ústavu aplikované kybernetiky v Bratislavě.
Po rozdělení Československa v roce 1993 byly dvěma vzniklým státům, Česku a Slovensku, přiděleny domény .cz a .sk. Následně byla v lednu roku 1995 zrušena původní .cs.
.cs je druhou nejpoužívanější doménou, která byla kdy smazána (ve své době byla první, později ji překonala jugoslávská .yu). Statistiky RIPE ukázaly, že ještě v červnu roku 1994, kdy už velká část stránek přešla na .cz nebo .sk, existovalo s doménou .cs 2 300 webových stránek.
„CS“ bylo od roku 2003 kódem ISO 3166-1 pro Srbsko a Černou Horu, takže doména oficiálně patřila této zemi; prakticky tak ovšem nefungovala, používala se stále původní jugoslávská doména .yu; roku 2006 se pak Srbsko a Černá Hora rozdělily, po čemž Srbsko používá doménu .rs, Černá Hora používá .me.